# Lavrač
Lavrač je priimek več znanih Slovencev:

## Znani nosilci priimka
- Anka Lavrač (1929—?), baletna plesalka
- Ivan Lavrač (1916—1992), ekonomist, prevajalec, univ. profesor, izr. član SAZU
- Ivan Lavrač (*1959), strojnik
- Ivo Lavrač (1944—2022), ekonomist, univ. prof.
- Maja Lavrač (*1954), sinologinja, prevajalka, univ. prof.
- Nada Lavrač (*1953), informatičarka in elektroničarka (tehnologija znanja), univ. prof.
- Olga Lavrač, r. Novak (1920 - 1980)
- Roman Lavrač (1921—2010), gledališki igralec in kostumograf
- Vera Lavrač (1911—2009), ?
- Vesna Lavrač, plesalka in koreografinja
- Vlado Lavrač (*1949), ekonomist, publicist